# 1908
| Calendário gregoriano                                                        | 1908 MCMVIII                        |
| Ab urbe condita                                                              | 2661                                |
| Calendário arménio                                                           | 1357 – 1358                         |
| Calendário bahá'í                                                            | 64 – 65                             |
| Calendário budista                                                           | 2452                                |
| Calendário chinês                                                            | 4604 – 4605 Início a 2 de fevereiro |
| Calendário copta                                                             | 1624 – 1625                         |
| Calendário etíope                                                            | 1900 – 1901                         |
| Calendários hindus - Vikram Samvat - Calendário nacional indiano - Cáli Iuga | 1963 – 1964 1829 – 1830 5008 – 5009 |
| Calendário Holoceno                                                          | 11908                               |
| Calendário islâmico                                                          | 1326 – 1327                         |
| Calendário judaico                                                           | 5668 – 5669 Início a 26 de setembro |
| Calendário persa                                                             | 1286 – 1287 Início a 21 de março    |
| Calendário rúnico                                                            | 2158                                |
| Calendário solar tailandês                                                   | 2451                                |

1908 (MCMVIII na numeração romana) foi um ano bissexto do século XX do atual calendário gregoriano, da Era de Cristo, e as suas letras dominicais foram E e D (53 semanas), teve início a uma quarta-feira e terminou a uma quinta-feira.
| Ano completo                           |
| -------------------------------------- |
| Ano bissexto com início à quarta-feira |

## Eventos
- 1 de fevereiro — Regicídio onde foram assassinados o rei D. Carlos de Portugal e o príncipe Real D. Luís Filipe
- 25 de março — fundação do Clube Atlético Mineiro, mais antigo clube de futebol de Minas Gerais em atividade
- 7 de abril — Fundação da Associação Brasileira de Imprensa por Gustavo de Lacerda, no Rio de Janeiro.
- 18 de junho — Chega ao Porto de Santos o navio Kasato Maru, que transporta o primeiro grupo oficial de imigrantes japoneses no Brasil.
- 30 de junho — Evento de Tunguska, na Sibéria Central.
- Julho — A rebelião dos Jovens Turcos marca o início do Segundo Período Constitucional no Império Otomano.
- 1 de setembro — Inauguração da linha ferroviária do Hejaz, entre Damasco e Medina.
- 10 de setembro — Lançamento ao mar do Encouraçado Minas Geraes, encomendado pelo Presidente Rodrigues Alves. Inicia-se a Corrida Naval Sul-Americana.[1]
- 16 de setembro — É fundada em Detroit (Michigan) a montadora americana General Motors. [2]
- 5 de outubro — O príncipe Fernando, até então vassalo do Império Otomano, declara-se independente e proclama o Reino da Bulgária.
- 3 de novembro — O Republicano William Howard Taft é eleito Presidente dos Estados Unidos com 52% dos votos, derrotando o Democrata William Jennings Bryan.
- 2 de dezembro — Puyi o sobrinho de Guangxu é declarado Imperador da China, Puyi assumiu o trono da China com apenas dois anos de idade, foi também o último Imperador da China.
- 5 de dezembro — Fundação da Cruz Vermelha Brasileira.

## Nascimentos
- 8 de janeiro — William Hartnell, ator britânico conhecido por interpretar o 1.º Doutor na série de ficção científica Doctor Who (m. 1975)
- 1 de abril — Robert-Hugues Lambert, ator francês (m. 1945).
- 12 de abril — Carlos Lleras Restrepo, Presidente da República da Colômbia de 1966 a 1970 (m. 1994).
- 23 de maio - Sílvio Caldas, cantor e compositor brasileiro (m. 1998).
- 27 de maio — Inah Canabarro Lucas, freira supercentenária brasileira (m. 2025).
- 31 de maio — Ian Frid, cineasta russo-soviético (m. 2003).
- 23 de julho — Karl Swenson, ator americano (m. 1978).
- 22 de agosto — Henri Cartier-Bresson, importante fotógrafo do século XX, cofundador da Agência Magnum (m. 2004).
- 27 de agosto — Lyndon Johnson, presidente dos Estados Unidos de 1963 a 1969 (m. 1973).
- 11 de outubro — Cartola, sambista e um dos maiores nomes da música no Brasil (m. 1980).
- 28 de outubro — Arturo Frondizi, presidente da Argentina de 1958 a 1962 (m. 1995).
- 3 de novembro — Giovanni Leone, primeiro-ministro em 1963, 1968 e presidente de Itália de 1971 a 1978 (m. 2001).
- 8 de dezembro — Manuel Urrutia Lleó, presidente de Cuba em 1959 (m. 1981).
- 11 de dezembro, Manoel de Oliveira, cineasta português, foi o mais idoso do mundo em actividade. (m. 2015).
- 13 de dezembro — Plinio Corrêa de Oliveira, maior líder católico do Brasil e fundador da TFP. (m. 1995).
- 15 de dezembro — Gualberto Villarroel López, presidente da Bolívia de 1943 a 1946 (m. 1946).

## Mortes
- 1 de Fevereiro
  - Carlos I de Portugal (n.1863)
  - Luís Filipe, Príncipe Real de Portugal (n.1887)
- 24 de Junho — Grover Cleveland, 22º e 24º Presidente dos Estados Unidos (n. 1837).
- 29 de Setembro — Machado de Assis, escritor brasileiro (n. 1839).
- 8 de Novembro — Tomás Estrada Palma, presidente de Cuba de 1902 a 1906 (n. 1835).
- 14 de Novembro
  - Guangxu, Imperador da China
  - Tseu-Hi, imperatriz da China.

## Prêmio Nobel
- Física — Gabriel Lippmann.[3]
- Química — Ernest Rutherford.[4]
- Medicina — Ilya Ilyich Mechnikov,[5] Paul Ehrlich.[5]
- Literatura — Rudolf Christoph Eucken.[6]
- Paz — Klas Pontus Arnoldson,[7] Fredrik Bajer.[7]

## Por tema
- 1908 na arte
- 1908 no Brasil
- 1908 no carnaval
- 1908 na ciência
- 1908 no cinema
- 1908 no desporto
- 1908 no jornalismo
- 1908 na literatura
- 1908 na música
- 1908 na política
- 1908 no teatro
- 1908 na televisão